# Christa Schroeder (Politikerin)
Christa Schroeder (* 17. Februar 1913 in Bromberg; † 15. Februar 1988 in Bückeburg) war eine deutsche Politikerin (CDU).

## Leben und Beruf
Schroeder wurde als Tochter des späteren Oberstleutnants Wilhelm Schroeder und dessen Frau Irmgard in der preußischen Provinz Posen im heutigen Polen geboren. Nach Ende des Ersten Weltkriegs kam die Familie über Bad Pyrmont 1921 nach Detmold. Christa Schroeder gehörte zum ersten Jahrgang, der sein Abitur 1931 am Mädchengymnasium in Detmold absolvieren konnte. Anschließend besuchte sie Sozialpädagogische Seminar in Berlin mit dem Abschluss als Kindergärtnerin und Hortnerin. Danach arbeitete sie in der Jugendpflege. Von 1938 bis 1946 war Schroeder als Sachbearbeiterin für weibliche Vermittlung an den Arbeitsämtern in Detmold und Arnsberg beschäftigt. Im Anschluss wechselte sie in die christdemokratische Parteiarbeit. Seit 1957 war sie Angestellte des Landesvereins für Innere Mission und des Evangelischen Hilfswerks Lippe in Detmold.

## Partei
Schroeder trat 1946 in die CDU ein und war bis 1957 als hauptamtliche Mitarbeiterin bei der Partei in Detmold tätig. Von 1965 bis 1985 war sie Bezirksvorsitzende der Frauen-Union Ostwestfalen-Lippe. Außerdem war sie stellvertretende Vorsitzende der Christlich-Demokratischen Arbeitnehmerschaft (CDA) Westfalen.

## Abgeordnete
Schroeder war seit 1946 Ratsmitglied der Stadt Detmold. Dem Deutschen Bundestag gehörte sie von 1961 bis 1976 an. Sie war stets über die Landesliste Nordrhein-Westfalen ins Parlament eingezogen.

## Auszeichnungen
Für ihr unermüdliches Wirken wurde Christa Schroeder mit dem Großen Bundesverdienstkreuz ausgezeichnet.